# The High & Bass
The High & Bass es el primer nombre que tomó el grupo chileno Los Jaivas, antes de tomar la denominación que los llevaría a la fama.

## Origen
El 15 de agosto de 1963, los hermanos Eduardo, Gabriel y Claudio Parra, junto a sus amigos Gato Alquinta y Mario Mutis, cinco jóvenes viñamarinos realizan su primera presentación musical en vivo, interpretando el tema "Sueña", perteneciente a Luis Dimas. La actuación resulta desastrosa, el público los abuchea fuertemente y el concierto debe terminar en forma abrupta. Sin embargo éste es el comienzo registrado de The High & Bass, y con ello, de Los Jaivas. El nombre del grupo proviene de las palabras inglesas high ("alto") y bass ("bajo"), que alude a la diferencia de estatura entre los hermanos Parra con Gato Alquinta y Mario Mutis.

## Apogeo
Durante los primeros años de su carrera, The High & Bass se presentaban en clubes nocturnos de Viña del Mar y Valparaíso, animando las fiestas con ritmos tropicales, boleros, cumbias y música bailable en general. Armados de una gran reputación y con su formación ya definida (Eduardo en piano; Claudio en acordeón; Gabriel en batería; Mario en bajo y Gato en voz y guitarra), el grupo adquiere una experiencia notable, que los hace convertirse en la banda más importante en la animación de fiestas de la región.

## DeHigh & BassaLos Jaivas
En 1970, y luego de todo un replanteamiento del que hacer musical del grupo, junto con un giro hacia la música blues, la improvisación americanista y la música de vanguardia, el grupo no está contento con el nombre tan gringo que los identificaba. Después de pasar por una denominación intermedia (Pan Negro) y grabar con este nombre los temas que aparecen en el primer disco de La Vorágine, a un amigo de la banda se le ocurre castellanizar el nombre del grupo, que, pronunciado tal como suena en español "jai-vas" entrega el nombre con que la banda sería conocida en el futuro.

## La obra perdida de los High & Bass
De esta época datan versiones de temas como "Alí Babá y los 40 Ladrones", "Bésame mucho" y la cumbia "La Pereza", algunos de los cuales siguen apareciendo en los conciertos actuales de Los Jaivas. Aunque existen grabaciones del grupo tocando este repertorio en radios de la región, éstas se encuentran perdidas, y corresponden al último eslabón de la historia de Los Jaivas que aún no puede encontrarse. Frecuentemente se señala que el bolero "Vergüenza Ajena" aparece orquestado en el disco Palomita Blanca de 1973, "a la manera de The High & Bass".